# Leptocyon
Leptocyon foi um género da família Canidae, ancestral das atuais raposas e cães que viveu durante o Mioceno Inferior, há cerca de 23 milhões de anos, junto com as espécies do género Nothocyon e Borophaginae e evoluindo para entre dois ou três géneros diferentes da Família Canidae. Este género teve três espécies: Leptocyon gregorii, Leptocyon vafer e Leptocyon vulpinus. Este último possivelmente deu origem a outros ancestrais mais recentes das raposas.